# Síran barnatý
Síran barnatý je barnatá sůl kyseliny sírové s chemickým vzorcem BaSO4. Jedná se o bílý krystalický prášek nerozpustný ve vodě a jiných tradičních rozpouštědlech, je však rozpustný v koncentrované kyselině sírové. Nerost baryt je složen především ze síranu barnatého a je hlavní rudou barya. Často se extrahuje ve vysokých pecích, protože odolává vysokým teplotám.

## Použití

### Nosič katalyzátorů
Síran barnatý se jakožto materiál s malým povrchem používá jako nosič pro selektivně hydrogenační funkční skupiny citlivé na nadměrnou redukci. Malý povrch způsobuje, že kontaktní čas substrátu s katalyzátorem je kratší. Palladium nesené síranem barnatým a dopované chinolinem hydrogenuje alkyny na cis-alkeny. Alkeny lze dále hydrogenovat na alkany, tomu však použití zvláštního nosiče a dopingu zabraňuje.

### Radiokontrastní látka
Síran barnatý se často využívá v klinické praxi jako radiokontrastní látka pro rentgenové zobrazování nebo jiné diagnostické procedury. Týká se to zejména zobrazování zažívacího ústrojí, při kterém se kolokviálně hovoří o "baryové suspenzi".
Podává se orálně nebo klystýrem jako suspenze jemných částic ve vodném roztoku (často oslazeném). Přestože baryum patří mezi těžké kovy a jeho ve vodě rozpustné sloučeniny jsou prudce jedovaté, extrémně nízká rozpustnost síranu barnatého znemožňuje, aby pacient vstřebal škodlivá množství kovu. Síran barnatý je také snadno odstraňován z těla, na rozdíl od Thorotrastu, který nahrazuje. Vzhledem k poměrně vysokému atomovému číslu (Z = 56) barya pohlcují barnaté sloučeniny rentgenové záření silněji než sloučeniny s lehčím jádrem.

### Pigment
Směsi se síranem barnatým se používají jako bílý pigment do nátěrových hmot. V olejových barvách je téměř průhledný a používá se jako plnivo nebo k úpravě konzistence. Jeden z velkých výrobců barev pro umělecké malíře prodává "permanentní bělobu", která obsahuje směs titanového bílého pigmentu a síranu barnatého. Samotný síran barnatý se nazývá blanc fixe (francouzsky "permanentní běloba"; označuje se též jako barytová běloba). Kombinace síranu barnatého a sulfidu zinečnatého (ZnS) se nazývá litopon. Síran barnatý je společně s oxidem hořečnatým látkou s nejvyšší známou odrazivostí, jejíž hodnota je 96–98 %[zdroj⁠?!].

### Pyrotechnika
Síran barnatý se používá také v některých pyrotechnických složí, protože sloučeniny barya vydávají při hoření zelené světlo. Častěji se ale používá dusičnan barnatý, protože kromě tvorby zeleného světla má také oxidační účinky.

### Další aplikace
Síran barnatý se používá jako plnivo v plastech a jako složka vrtné kapaliny v těžních věžích ke zvýšení hustoty. Používá se také například v brzdových obloženích, pěnách pro tlumení zvuku, v práškových povlacích nebo do výplní kořenových kanálků.
Další oblastí použití je procedura testu pH půdy. V tomto testu se používá tak, že vysráží jakékoli částice (obvykle jílu), které by jinak vytvořily "oblak", který by bránil pozorování barvy pH indikátoru a tedy výsledku testu.
V kolorimetrii se síran barnatý používá jako téměř dokonalý difuzér při měření světelných zdrojů.
Ve fotografii se používá jako povlak na některé fotografické papíry.
Při odlévání kovů se formy často potahují síranem barnatým, aby se zabránilo roztavenému kovu lepit se k formě.
Také slouží jako prekurzor při výrobě peroxidu vodíku.
Nejprve se za vysoké teploty rozloží na oxid barnatý a oxid sírový:
BaSO4 → BaO + SO3,
oxid barnatý se pak zoxiduje na peroxid barnatý:
2 BaO + O2 → 2 BaO2.
Z peroxidu barnatého se pak vyrobí peroxid vodíku reakcí s kyselinou sírovou:
BaO2 + H2SO4 → BaSO4 + H2O2.

## Reakce
Síran barnatý je jednou z nejméně rozpustných solí barya. Nepodléhá dvojitým dekompozičním reakcím ve vodné fázi. Rozpouští se v koncentrované kyselině sírové a tvoří hydrogensíran, který se při zředění rozpadá zpět na síran. Redukce koksem v žáru poskytuje sulfid barnatý a oxid uhelnatý:
BaSO4 + 4C + žár → BaS + 4CO
Při zahřátí bouřlivě reaguje s hliníkem, při smíšení s draslíkem vybuchuje.